# Homécourt
Homécourt é uma comuna francesa na região administrativa de Grande Leste, no departamento de Meurthe-et-Moselle. Estende-se por uma área de 4,44 km², com 6 817 habitantes, segundo os censos de 1999, com uma densidade de 1 535 hab/km².